# Michael Rummenigge
Michael Rummenigge (ur. 3 lutego 1964 w Lippstadt) - były niemiecki piłkarz. W latach 1983–1986 rozegrał dwa mecze w reprezentacji narodowej RFN. Jego bratem jest Karl-Heinz Rummenigge.

## Sukcesy
- Trzykrotny zdobywca Pucharu Niemiec (w latach 1984 i 1986 z Bayernem Monachium, w roku 1989 z Borussią Dortmund),
- trzykrotny mistrz Niemiec w barwach Bayernu Monachium (w latach 1985–1987).